# AHA Foundation

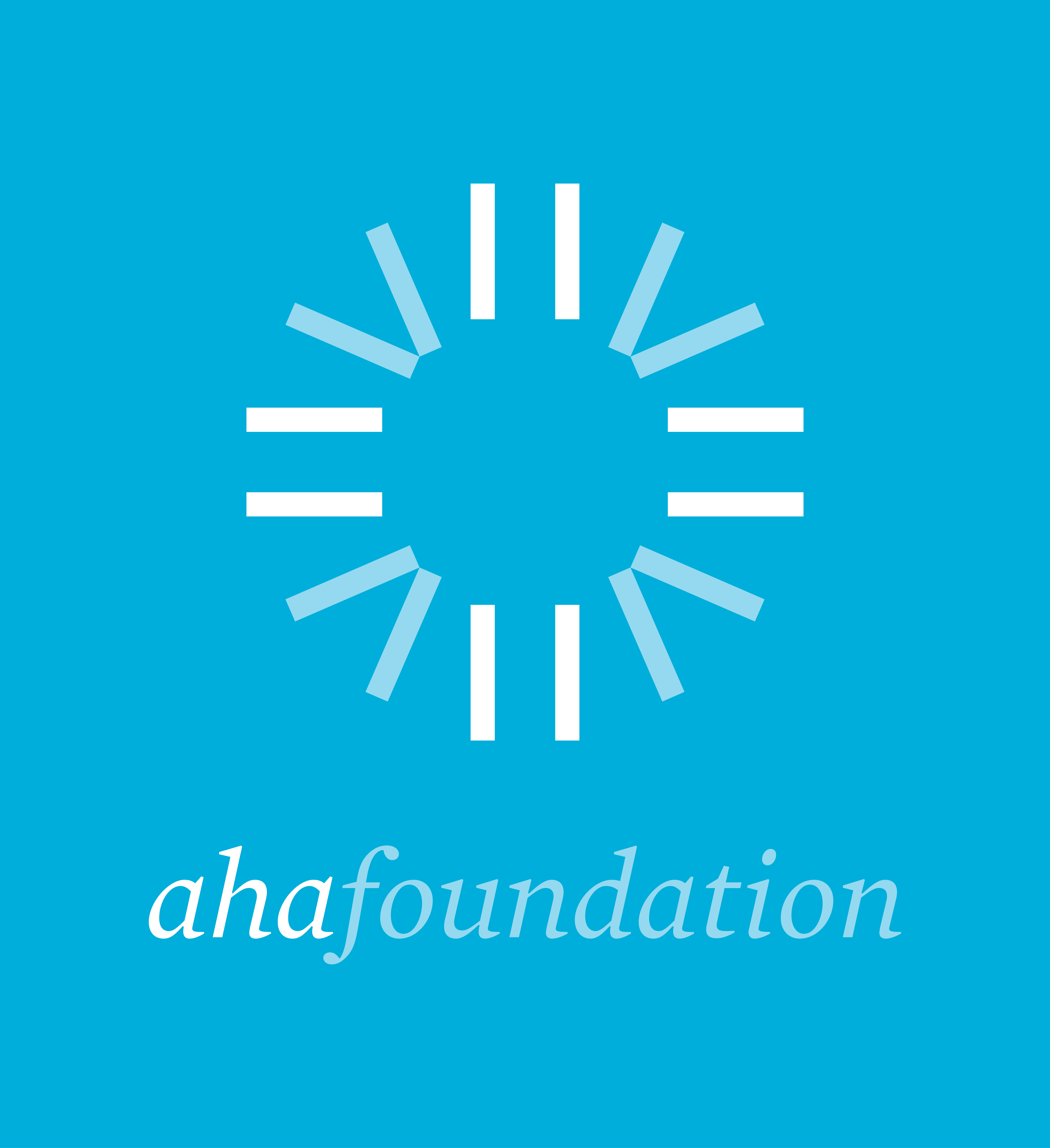
Logo de l'AHA Foundation

L'AHA Foundation est une association à but non lucratif pour la défense des droits des femmes. Fondée en 2007 par Ayaan Hirsi Ali, l'association est basée à New York. Formée à l'origine pour soutenir les opposants à l'islam, apostats, victimes de persécution dans leurs convictions religieuses ou politiques, AHA Foundation a élargi son champ d'action en septembre 2008 et se mobilise pour les droits des femmes. 
L'association vise à lutter contre des atteintes qui frappent les femmes, comme le mariage d'enfant, le mariage forcé, les mutilations génitales féminines et les crimes d'honneur. Son action consiste principalement à éduquer, diffuser les connaissances et militer pour des changements législatifs.